# Waimea (Comtat de Kauai)
Waimea és una població del Comtat de Kauai a l'estat de Hawaii dels Estats Units d'Amèrica.

## Demografia
Segons el cens del 2000, Waimea tenia 1.787 habitants, 620 habitatges, i 457 famílies La densitat de població era de 659,15 habitants per km².
Dels 620 habitatges en un 33,2% hi vivien nens de menys de 18 anys, en un 52,3% hi vivien parelles casades, en un 15,6% dones solteres, i en un 26,3% no eren unitats familiars. En el 22,1% dels habitatges hi vivien persones soles el 10,5% de les quals corresponia a persones de 65 anys o més que vivien soles. El nombre mitjà de persones vivint en cada habitatge era de 2,80 i el nombre mitjà de persones que vivien en cada família era de 3,27.
Per edats la població es repartia de la següent manera: un 26,1% tenia menys de 18 anys, un 7,1% entre 18 i 24, un 22,4% entre 25 i 44, un 24,9% de 45 a 64 i un 19,5% 65 anys o més.
L'edat mediana era de 41,1 anys. Per cada 100 dones hi havia 94,03 homes. Per cada 100 dones de 18 o més anys hi havia 86,85 homes.
La renda mediana per habitatge era de 44.398$ i la renda mediana per família de 46.591 $. Els homes tenien una renda mediana de 38.542 $ mentre que les dones 26.513 $. La renda per capita de la població era de 18.778$. Aproximadament el 8,1% de les famílies i l'11,5% de la població estaven per davall del llindar de pobresa.

## Poblacions properes
El següent diagrama mostra les poblacions més properes.